# تجارت (فیلم)
تجارت فیلمی ایرانی به کارگردانی و نویسندگی مسعود کیمیایی که در سال ۱۳۷۳ ساخته شده است. بیشتر این فیلم در خارج از ایران (آلمان) فیلمبرداری شده است. در این فیلم بازیگرانی همچون فرامرز قریبیان، پولاد کیمیایی، آرش یغمایی و... بازی می‌کنند.

## خلاصه داستان
پدری برای سامان دادن به زندگی گذشته خود به دیدار تنها فرزندش به آلمان می‌رود. پسر که مردی شده است به استقبال او می‌آید. شب دو کارگر نژادپرست به پدر حمله می‌کنند و کار او به بیمارستان کشیده شده و تمام مدارک و پول‌های پدر به سرقت برده می‌شود و پسر برای فراهم کردن هزینه معالجه او در بیمارستان، به هم کلاسی‌هایش روی می‌آورد؛ اما نتیجه‌ای نمی‌گیرد. صاحب‌کارش در رستوران نیز به او پولی نمی‌دهد. تنها کسی که باقی مانده، دوستش رضا است که با مشورت پدرش دوربین ویدئویی خانوادگی را می‌فروشد و پول بدست آمده را به سیاوش می‌دهد.
پدر سیاوش، پس از معالجه به سراغ دو مرد آلمانی می‌رود و پس از کتک زدن آنها کیفش را پس می‌گیرد. هنگام بازگشت به ایران، سیاوش نیز در فرودگاه به پدرش می‌پیوندد.

## بازیگران
- فرامرز قریبیان
- آرش یغمایی
- کاترینا ولتر
- کریستینا سیمون
- جلال پیشواییان
- کاتی انگلمن
- تسرن مولر
- پولاد کیمیایی
- سون کولر
- مارک زیگر
- فردریش هوف
- پتر دورن
- مانفرد کریستف
- ترزا وربکوسکی
- فرانک گراتکوسکی
- مصطفی آخوندی
- ساشا اوده
- فیلیپ رومر
- محمد نشاط